# Луїза Феріда
Луїза Феріда (італ. Luisa Ferida, справжнє ім'я Луїджія Манфріні Фране, італ. Luigia Manfrini Frané; 18 березня 1914, Кастель-Сан-П'єтро-Терме — 30 квітня 1945, Мілан) — італійська актриса.

## Біографія
Розпочала свою кар'єру в 1935 році з другорядної ролі у фільмі «La Freccia d'oro». Але завдяки прекрасним зовнішнім даним, їй дуже скоро почали пропонувати зніматися у головних ролях. У 1939 році на зйомках одного фільму Луїза познайомилася з актором Освальдо Валенті, з яким у неї почався роман. У квітні 1945 року Валенті і Феріда були заарештовані партизанами, звинувачені у зв'язках з фашистами і розстріляні на одній з вулиць Мілана. Феріда в той час була вагітна другою дитиною. Її перша дитина померла через чотири дні після народження. Трагічна історія Валенті і Феріду показана в італійському фільмі 2008 року «Шалена кров», роль Луїзи Феріди в якому виконала Моніка Беллуччі.

## Фільмографія
- Re burlone (1935)
- Freccia d'oro (1935)
- Lo smemorato (1936)
- Il grande silenzio (1936)
- I due sergenti (1936)
- L'ambasciatore (1936)
- Amazzoni bianche (1936)
- I fratelli Castiglioni (1937)
- La fossa degli angeli (1937)
- I due barbieri (incompiuto) (1937)
- I tre desideri (1937)
- Tutta la vita in una notte (1938)
- Il conte di Brechard (1938)
- L'argine (1938)
- Il suo destino (1938)
- Stella del mare (1938)
- Animali pazzi (1939)
- Un'avventura di Salvator Rosa (1939)
- Il segreto di Villa Paradiso (1940)
- La fanciulla di Portici (1940)
- Nozze di sangue (1941)
- Залізна корона / La corona di ferro (1941)
- Amore imperiale (1941)
- La cena delle beffe (1941)
- Лицарі пустелі / італ. I cavalieri del deserto (1942)
- Fari nella nebbia (1942)
- L'ultimo addio (1942)
- La bella addormentata (1942)
- Orizzonte di sangue (1942)
- Fedora (1942)
- Gelosia (1942)
- Il figlio del corsaro rosso (1943)
- Grazia (1943)
- Harlem (1943)
- Tristi amori (1943)
- La locandiera (1944)
- Fatto di cronaca (1944)